# Леки крайцери тип „Де Зевен Провинсен“
Де Зевен Провинсен (на нидерландски: De Zeven Provincien) са серия леки крайцери на Кралския флот на Нидерландия след Втората световна война. Всичко от проекта са построени 2 единици: „Де Зевен Провинсен“ (на нидерландски: HNLMS De Zeven Provincien) и „Де Ройтер“ (на нидерландски: HNLMS De Ruyter). Заложени преди началото на Втората световна, те са достроени в след нея по съществено изменен проект.

## Конструкция

### Въоръжение

#### Универсалният главен калибър
Главен калибър на крайцерите са универсалните 152-милиметрови 53-калибрени оръдия 15.2 cm/53 (6") Model 1942 шведско производство, с автоматично презареждане. Разработени от фирмата „Бофорс“, тези оръдия имат висока скорострелност и могат да се използват за стрелба както по надводни, така и по въздушни цели.
Оръдията този тип стрелят с 45 килограмов снаряд с начална скорост от над 900 метра в секунда. Високата скорост на зареждане – от 10 до 15 изстрела в минутасе осигурява от механизирано подаване на снарядите, даваща възможност за презареждане във всеки един ъгъл на възвишение. Необичаен детайл за тези оръдия – отличаващ ги от американските и британските им аналози – е това, че зарядите и снарядите се съхраняват и подават разделно, но преди зареждането им, снаряда се натиква в гилзата от хидравличен прибойник и се подава вече като унитарен изстрел. Подобно решение изисква многа висока точност на обработка, но позволява да се опрости самия процес на зареждане.
На крайцерите от типа „Де Зевен Провинсен“ има четири сдвоени оръдейни установки на главния калибър, по две в носа и в кърмата. Максималната далечина на стрелбата (достигаема при ъгъл на възвишение от 45 градуса) съставлява 26 000 метра. Таванът за оръдията по въздушни цели достига (при ъгъл на възвишение 60 градуса) 15 250 метра.

#### Зенитно въоръжение
Зенитното въоръжение на крайцерите се състои от четири сдвоени 57-милиметрови 60-калибрени установки „Бофорс“, шведско производство. Тези оръдия имат много висока скорострелност, осигуряваща темп на стрелбата до 120 изстрела в минута на установка. Досегаемостта по височина съставлява 5500 метра; установките ефективно допълват тежките универсални оръдия, осигурявайки защитата от цели близо до кораба.
На борда крайцерите, установките „Бофорс“ са разположени ромбовидно. Една е поставена в предната част на носовата надстройка, стреля над носовите кули на главния калибър. Две се разполагат побордно в центъра на корпуса, между мачтите-комини. Още една установка е разположена на кърмовата надстройка, и стреля над кърмовите кули на главния калибър. Така, може да се насочат три от двуцевните автоматични оръдия във всяка една точка на хоризонта.
Допълнително, на крайцерите има и осем автоматични оръдия „Бофорс“ с калибър 40 милиметра и дължина на ствола от 70 калибра. Тези оръдия имат спомогателно значение; по четири оръдия са поставени побордно по дължина на надстройките.

## История на службата
„Де Зевен Провинсен“ – заложен на 19 май 1939 г., спуснат на 22 август 1950 г., влиза в строй на 17 януари 1953 г. Закупен от Перу, влиза в състава на техните ВМС с името „Агире“.
„Де Ройтер“ – заложен на 5 септември 1939 г., спуснат на 24 декември 1944 г., влиза в строй на 18 ноември 1953 г. През 1973 г. е закупен от Перу, и влиза в състава на техните ВМС с името „Алмиранте Грау“. Към момента на изваждането му от състава на флота, през септември 2017 г., той е последния в света артилерийски крайцер, останал на служба.

## Модернизации

### В перуанския флот

#### „Алмиранте Грау“
В хода на мащабна модернизация, проведена в Нидерландия в периода 1985 – 1988 г., „Алмиранте Грау“ е в значителна степен превъоръжен и снабден със съвременно оборудване и въоръжение:
- Поставена БИУС SEWACO Foresee PE, производство на „Signaal“
- Поставен радар за надводни цели DA-08, производство на „Signaal“
- Поставен радар за въздушни цели LW-08, производство на „Signaal“
- Поставен навигационен радар Decca 1226
- Монтирани радари за управление на огъня STIR-24 (за оръдията на ГК) и WM-25 (за зенитките)
- Поставени оптични директори LIROD-8 за оръдията на ГК
- Поставена система радиоелектронно разузнаване „Rapids“, производство на „Signaal“
- Поставена система радиоелектронна борба CME „Scimitar“
- Монтирани две пускови установки за диполни отражатели на Dagaie
- Демонтирани всичките четири 57 mm „Бофорса“
- Демонтиран килевия сонар CWE-610

В хода на последващите работи, проведени в Каляо, крайцера получава допълнително въоръжение:
- осем пускови установки за противокорабни ракети Otomat – разположени по четири на всеки борд при кърмовата мачта-комин
- Две сдвоени зенитни установки DARDO, въоръжени с 40 mm/70 автоматични оръдия „Бофорс“ – странично на предната надстройка.

За сметка на тези модернизации, бойното значение на крайцера съществено нараства; за определено време, „Алмиранте Грау“ става най-силния надводен боен кораб в Южна Америка и до днес е значима част от силата на перуанския флот.

## Коментари
1. ↑  Строежът е забавен от Втората световна война.
2. ↑  Всички данни са към момента на влизане в строй.
3. ↑  Префиксът „HNLMS“ е от на английски: His/Her Netherlands Majesty's Ship (Кораб на Негово/Нейно Величество), който е международен. ВМС на Нидерландия използват за своите кораби префиксите „Zr.Ms.“ (на нидерландски: Zijner Majesteits или His Majesty's), когато управлява крал, и „Hr.Ms.“ (на нидерландски: Harer Majesteits или Her Majesty's), когато управлява кралица. Смяната на префикса става автоматично при короноването на нов владетел.